# Płazy Sri Lanki
Płazy Sri Lanki – przedstawiciele gromady płazów spotykane w Sri Lance.
Występuje tam 106 gatunków płazów, w tym 90 endemitów. Stanowią one 85% występujących gatunków, co czyni Sri Lankę krajem o najwyższym współczynników endemitów w Azji. W pierwszej dekadzie XXI wieku znacząco wzrosła ilość opisanych nowo płazów. Pierwszy przegląd cejlońskich płazów ukazał się w 1957. Obejmował 35 gatunków. W 1996 ich liczba wzrosła do 53, opierając się o badania kolekcji muzealnych, jak też wyprawy terenowe. Po wyprawie Pethiyagody i Manamendra-Arachchiego w 1998 zaproponowano ich 250. Jednak praca autorstwa Meegaskumbury i współpracowników rewiduje tę liczbę do około 140 gatunków, a odkrycie ponad 100 nowych gatunków poddano krytyce. Do 2006 opublikowano 102 opisy gatunków.
Sri Lanka stanowi dom 3 rodzajów endemicznych: Adenomus, Nannophrys i Lankanectes. Większość „nowych” gatunków należy do rodzaju Philautus. Pseudophilautus pardus i P. maia znane są jedynie z kolekcji zebranych przed 1876, choć opisano je jako nowe gatunki w 200. Sri Lanka cechuje się również najwyższym w Azji udziałem procentowym wymarłych bądź zagrożonych wyginięciem gatunków płazów. W X wieku kraj utracił 20% swych płazów, a ponad połowa z pozostałych znajduje się na krawędzi wymarcia. Z 34 płazów wymarłych w ciągu ostatnich  5 wieków 19 żyło na Cejlonie.

Gatunek najmniejszej troski

Gatunek bliski zagrożenia

Gatunek narażony

Gatunek zagrożony

Gatunek krytycznie zagrożony

Gatunek wymarły na wolności

Gatunek wymarły

Brak danych

Nie przyznano statusu

## Bezogonowe
| Nazwa zwyczajowa / zdjęcie      | Nazwa naukowa                                                            | Endemiczność | Status  |
| ------------------------------- | ------------------------------------------------------------------------ | ------------ | ------- |
| Rodzina Bufonidae – ropuchowate |                                                                          |              |         |
|                                 | Adenomus kandianus Manamendra-Arachchi & Pethiyagoda, 1998               | Endemit      | [ 7 ]   |
|                                 | Adenomus kandianus (Günther, 1872)                                       | Endemit      | [ 7 ]   |
|                                 | Adenomus kelaartii (Günther, 1858)                                       | Endemit      | [ 8 ]   |
|                                 | Duttaphrynus atukoralei Bogert & Senanayake, 1966                        | Endemit      | [ 9 ]   |
|                                 | Duttaphrynus kotagamai Fernando & Dayawansa, 1994                        | Endemit      | [ 10 ]  |
|                                 | Bufo melanostictus Schneider, 1799                                       |              | [ 11 ]  |
|                                 | Bufo noellerti Manamendra-Arachchi & Pethiyagoda, 1998                   | Endemit      | [ 12 ]  |
|                                 | Duttaphrynus scaber Schneider, 1799 (see Dubois & Ohler, 1999: 154)      |              | [ 13 ]  |
| Rodzina Microhylidae            |                                                                          |              |         |
|                                 | Uperodon taprobanicus (Parker, 1934)                                     |              | [ 14 ]  |
|                                 | Microhyla karunaratnei Fernando & Siriwardhane, 1996                     | Endemit      | [ 15 ]  |
|                                 | Microhyla ornata (Duméril & Bibron, 1841)                                |              | [ 16 ]  |
|                                 | Microhyla rubra (Jerdon, 1854)                                           |              | [ 17 ]  |
|                                 | Microhyla zeylanica Parker & Hill, 1949                                  | Endemit      | [ 18 ]  |
|                                 | Uperodon nagaoi Manamendra-Arachchi & Pethiyagoda, 2001                  | Endemit      | [ 19 ]  |
|                                 | Uperodon obscurus (Günther, 1864)                                        | Endemit      | [ 20 ]  |
|                                 | Uperodon palmatus (Parker, 1934)                                         | Endemit      | [ 21 ]  |
|                                 | Uperodon variegatus (Stoliczka, 1872)                                    |              | [ 22 ]  |
|                                 | Uperodon systoma (Schneider, 1799)                                       |              | [ 23 ]  |
| Rodzina Ranidae – żabowate      |                                                                          |              |         |
|                                 | Euphlyctis cyanophlyctis (Schneider, 1799)                               |              | [ 24 ]  |
|                                 | Euphlyctis hexadactylus (Lesson, 1834)                                   |              | [ 11 ]  |
|                                 | Minervarya greenii (Boulenger, 1904)                                     | Endemit      | [ 25 ]  |
|                                 | Minervarya kirtisinghei Manamendra-Arachchi & Gabadage, 1994             | Endemit      | [ 26 ]  |
|                                 | Fejervarya limnocharis (Boie, 1835)                                      |              | [ 27 ]  |
|                                 | Hoplobatrachus crassus (Jerdon, 1853)                                    |              | [ 28 ]  |
|                                 | Lankanectes corrugatus (Peters, 1863)                                    | Endemit      | [ 29 ]  |
|                                 | Nannophrys ceylonensis (Günther, 1868)                                   | Endemit      | [ 30 ]  |
|                                 | Nannophrys guentheri Boulenger, 1882                                     | Endemit      | [ 31 ]  |
|                                 | Nannophrys marmorata Kirtisinghe, 1946                                   | Endemit      | [ 32 ]  |
|                                 | Nannophrys naeyakai Fernando, Wickramasingha & Rodrigo, 2007             | Endemit      | [ 33 ]  |
|                                 | Indosylvirana aurantiaca Boulenger, 1904                                 |              | [ 34 ]  |
|                                 | Hydrophylax gracilis Gravenhorst, 1829                                   | Endemit      | [ 35 ]  |
|                                 | Indosylvirana temporalis (Günther, 1864)                                 | Endemit      | [ 36 ]  |
|                                 | Sphaerotheca breviceps (Schneider, 1799)                                 |              | [ 37 ]  |
|                                 | Sphaerotheca rolandae (Dubois, 1983)                                     |              | [ 38 ]  |
| Rodzina Rhacophoridae           |                                                                          |              |         |
|                                 | Pseudophilautus abundus Manamendra-Arachchi & Pethiyagoda, 2005          | Endemit      | [ 39 ]  |
|                                 | Pseudophilautus adspersus (Günther, 1872)                                | Endemit      | [ 40 ]  |
|                                 | Pseudophilautus alto Manamendra-Arachchi & Pethiyagoda, 2005             | Endemit      | [ 41 ]  |
|                                 | Pseudophilautus asankai Manamendra-Arachchi & Pethiyagoda, 2005          | Endemit      | [ 42 ]  |
|                                 | Pseudophilautus auratus Manamendra-Arachchi & Pethiyagoda, 2005          | Endemit      | [ 43 ]  |
|                                 | Pseudophilautus caeruleus Manamendra-Arachchi & Pethiyagoda, 2005        | Endemit      | [ 44 ]  |
|                                 | Pseudophilautus cavirostris (Günther, 1869)                              | Endemit      | [ 45 ]  |
|                                 | Pseudophilautus cuspis Manamendra-Arachchi & Pethiyagoda, 2005           | Endemit      | [ 46 ]  |
|                                 | Pseudophilautus decoris Manamendra-Arachchi & Pethiyagoda, 2005          | Endemit      | [ 47 ]  |
|                                 | Pseudophilautus dimbullae (Shreve, 1940)                                 | Endemit      | [ 48 ]  |
|                                 | Pseudophilautus eximius (Shreve, 1940)                                   | Endemit      | [ 49 ]  |
|                                 | Pseudophilautus extirpo Manamendra-Arachchi & Pethiyagoda, 2005          | Endemit      | [ 50 ]  |
|                                 | Pseudophilautus femoralis (Günther, 1864)                                | Endemit      | [ 51 ]  |
|                                 | Pseudophilautus fergusonianus (Ahl, 1927)                                | Endemit      | [ 52 ]  |
|                                 | Pseudophilautus folicola Manamendra-Arachchi & Pethiyagoda, 2005         | Endemit      | [ 53 ]  |
|                                 | Pseudophilautus frankenbergi Meegaskumbura & Manamendra-Arachchi, 2005   | Endemit      | [ 54 ]  |
|                                 | Pseudophilautus fulvus Manamendra-Arachchi & Pethiyagoda, 2005           | Endemit      | [ 55 ]  |
|                                 | Pseudophilautus hallidayi Meegaskumbura & Manamendra-Arachchi, 2005      | Endemit      | [ 56 ]  |
|                                 | Pseudophilautus halyi (Boulenger, 1904)                                  | Endemit      | [ 57 ]  |
|                                 | Pseudophilautus hoffmanni Meegaskumbura & Manamendra-Arachchi, 2005      | Endemit      | [ 58 ]  |
|                                 | Pseudophilautus hoipolloi Manamendra-Arachchi & Pethiyagoda, 2005        | Endemit      | [ 59 ]  |
|                                 | Pseudophilautus hypomelas (Günther, 1876)                                | Endemit      | [ 60 ]  |
|                                 | Pseudophilautus leucorhinus (Lichtenstein, Weinland & Von Martens, 1856) | Endemit      | [ 61 ]  |
|                                 | Pseudophilautus limbus Manamendra-Arachchi & Pethiyagoda, 2005           | Endemit      | [ 62 ]  |
|                                 | Pseudophilautus lunatus Manamendra-Arachchi & Pethiyagoda, 2005          | Endemit      | [ 63 ]  |
|                                 | Pseudophilautus macropus (Günther, 1869)                                 | Endemit      | [ 64 ]  |
|                                 | Pseudophilautus malcolmsmithi (Ahl, 1927)                                | Endemit      | [ 65 ]  |
|                                 | Pseudophilautus microtympanum (Günther, 1859)                            | Endemit      | [ 66 ]  |
|                                 | Pseudophilautus mittermeieri Meegaskumbura & Manamendra-Arachchi, 2005   | Endemit      | [ 67 ]  |
|                                 | Pseudophilautus mooreorum Meegaskumbura & Manamendra-Arachchi, 2005      | Endemit      | [ 68 ]  |
|                                 | Pseudophilautus nanus (Günther, 1869)                                    | Endemit      | [ 69 ]  |
|                                 | Pseudophilautus nasutus (Günther, 1869)                                  | Endemit      | [ 70 ]  |
|                                 | Pseudophilautus nemus Manamendra-Arachchi & Pethiyagoda, 2005            | Endemit      | [ 71 ]  |
|                                 | Pseudophilautus ocularis Manamendra-Arachchi & Pethiyagoda, 2005         | Endemit      | [ 72 ]  |
|                                 | Pseudophilautus oxyrhynchus (Günther, 1872)                              | Endemit      | [ 73 ]  |
|                                 | Pseudophilautus papillosus Manamendra-Arachchi & Pethiyagoda, 2005       | Endemit      | [ 74 ]  |
|                                 | Pseudophilautus pleurotaenia (Boulenger, 1904)                           | Endemit      | [ 75 ]  |
|                                 | Pseudophilautus poppiae Meegaskumbura & Manamendra-Arachchi, 2005        | Endemit      | [ 76 ]  |
|                                 | Pseudophilautus popularis Manamendra-Arachchi & Pethiyagoda, 2005        | Endemit      | [ 77 ]  |
|                                 | Pseudophilautus procax Manamendra-Arachchi & Pethiyagoda, 2005           | Endemit      | [ 78 ]  |
|                                 | Pseudophilautus regius Manamendra-Arachchi & Pethiyagoda, 2005           | Endemit      | [ 79 ]  |
|                                 | Pseudophilautus reticulatus (Günther, 1864)                              | Endemit      | [ 80 ]  |
|                                 | Pseudophilautus rugatus (Ahl, 1927)                                      | Endemit      | [ 81 ]  |
|                                 | Pseudophilautus rus Manamendra-Arachchi & Pethiyagoda, 2005              | Endemit      | [ 82 ]  |
|                                 | Pseudophilautus sarasinorum (Müller, 1887)                               | Endemit      | [ 83 ]  |
|                                 | Pseudophilautus schmarda (Kelaart, 1854)                                 | Endemit      | [ 84 ]  |
|                                 | Pseudophilautus semiruber (Annandale, 1913)                              | Endemit      | [ 85 ]  |
|                                 | Pseudophilautus silus Manamendra-Arachchi & Pethiyagoda, 2005            | Endemit      | [ 86 ]  |
|                                 | Pseudophilautus silvaticus Manamendra-Arachchi & Pethiyagoda, 2005       | Endemit      | [ 87 ]  |
|                                 | Pseudophilautus simba Manamendra-Arachchi & Pethiyagoda, 2005            | Endemit      | [ 88 ]  |
|                                 | Pseudophilautus sordidus Manamendra-Arachchi & Pethiyagoda, 2005         | Endemit      | [ 89 ]  |
|                                 | Pseudophilautus stellatus (Kelaart, 1853)                                | Endemit      | [ 90 ]  |
|                                 | Pseudophilautus steineri Meegaskumbura & Manamendra-Arachchi, 2005       | Endemit      | [ 91 ]  |
|                                 | Pseudophilautus stictomerus (Günther, 1876)                              | Endemit      | [ 92 ]  |
|                                 | Pseudophilautus stuarti Meegaskumbura & Manamendra-Arachchi, 2005        | Endemit      | [ 93 ]  |
|                                 | Pseudophilautus temporalis (Günther, 1864)                               | Endemit      | [ 94 ]  |
|                                 | Pseudophilautus variabilis (Günther, 1859)                               | Endemit      | [ 95 ]  |
|                                 | Pseudophilautus viridis Manamendra-Arachchi & Pethiyagoda, 2005          | Endemit      | [ 96 ]  |
|                                 | Pseudophilautus zal Manamendra-Arachchi & Pethiyagoda, 2005              | Endemit      | [ 97 ]  |
|                                 | Pseudophilautus zimmeri (Ahl, 1927)                                      | Endemit      | [ 98 ]  |
|                                 | Pseudophilautus zorro Manamendra-Arachchi & Pethiyagoda, 2005            | Endemit      | [ 99 ]  |
|                                 | Polypedates cruciger Blyth, 1852                                         | Endemit      | [ 100 ] |
|                                 | Taruga eques Günther, 1858                                               | Endemit      | [ 101 ] |
|                                 | Taruga fastigo Manamendra-Arachchi & Pethiyagoda, 2001                   | Endemit      | [ 102 ] |
|                                 | Taruga longinasus (Ahl, 1931)                                            | Endemit      | [ 103 ] |
|                                 | Polypedates maculatus (Gray, 1834)                                       |              | [ 104 ] |

## Beznogie
| Nazwa zwyczajowa / zdjęcie | Nazwa naukowa (Authority)               | Endemiczność | Status  |
| -------------------------- | --------------------------------------- | ------------ | ------- |
| Rodzina Ichthyophiidae     |                                         |              |         |
|                            | Ichthyophis glutinosus (Linnaeus, 1758) | Endemit      | [ 105 ] |
|                            | Ichthyophis orthoplicatus Taylor, 1965  | Endemit      | [ 106 ] |
|                            | Ichthyophis pseudangularis Taylor, 1965 | Endemit      | [ 107 ] |
|                            | Ichthyophis sp.                         | Endemit      |         |